# يانبيان
يانبيان (بالصينية: 延边 ؛ Chosŏn'gŭl: 연변 ، Yŏnbyŏn) هي محافظة صينية مستقلة في شرق مقاطعة جيلين في شمال الصين. يحد يانبيان من الشمال هيلونغجيانغ ، ومن الغرب بايشان ومدينة جيلين ، ومن الجنوب مقاطعة شمال هامغيونغ في كوريا الشمالية ، ومن الشرق بريمورسكي كراي في روسيا. جعلت يانبيان محافظة كورية مستقلة بسبب العدد الكبير من العرقية الكورية التي تعيش في المنطقة. يانجي هي عاصمة المحافظة ، وتبلغ مساحة يانبيان الإجمالية 42700 كيلومتر مربع (16500 ميل مربع).
.
تحتوي المحافظة على موقع بالهاي الأثري والذي يمثل المقابر القديمة في جبل لونغتو ، والتي تضم ضريح الأميرة جيونغهيو.